# 崔昂
崔昂（508年—565年8月11日），字怀远，博陵郡安平县（今河北省衡水市安平县）人，出自博陵崔氏博陵第二房，北魏征虏将军、赵郡太守崔孝暐之子，北魏、东魏、北齐官员。

## 生平
崔昂的祖父崔挺是北魏幽州刺史，虚龄七岁时父亲崔孝暐去世，崔昂成为孤儿，侍奉母亲以孝顺而闻名，伯父吏部尚书崔孝芬曾经对亲朋好友说：“这个孩子最终将才能大成，是我们家的千里马。”崔昂性格正直，很精通写文章。
崔昂在北魏为太宰元天穆征辟，以行参军为起家官，加伏波将军，出任给事中，加中坚将军，出任奉车都尉。高欢的弟弟定州刺史高琛任用崔昂为开府属。
天平二年（535年），高澄广泛开设幕府，引荐崔昂担任记室参军，崔昂很快转任大行台郎中，加镇远将军，被委以机要重任；等到高澄辅佐国政，征召崔昂担任开府长史，并兼摄京畿长史事务。当时功勋大将的亲属和宾客，多干些不合法度的事情，孙腾和司马子如家中尤其如此。崔昂受到高澄的密令，将他们绳之以法，没多久，内外整齐严肃。崔昂很快升任司徒右长史，当时司徒左府有阳平人吴宾为了乱认继嗣的事，申诉很久。司徒长史王昕、司徒郎中郑凭、司徒掾卢斐、司徒属王敬宝等人穷究他的诉讼，从头到尾经过数年，审讯拷问不得实情。司徒娄昭交付崔昂推究审问，当天就追查到根源，得到实情。娄昭感叹的说：“左府都官几人，不如右府一个长史。”王昕和郑凭非常惭愧。
武定年间，高澄广泛命令朝廷内外尽言得失。崔昂上书说：“屯田的设置，来由很久了。曹魏攻破蜀汉，靠着屯田才发动军队；司马晋平定东吴，兵马因之获得给养。朝廷近来以怀州、洛州两州邻接边境，小小的屯田可以获得很大的丰收，粮食储备已经充足。照此而论，可以借鉴之处不远。幽州和安州，控制着库莫奚和柔然；徐州、扬州、兖州、豫州连接吴越之地的强大邻国。实赖转运的物资，经常消耗官府向百姓公平购买粮食的费用。各道将领另外派遣使者经营屯田，常常考评他们是勤劳还是懒惰，这样人人受到劝勉鼓励，仓库充实，供应军队帮助国家，实际的意义就在这里。其次，刑法司狱的重要性关系人命。近来官司纠举检查，大多不慎重精细，只听说由浅入深，没有昭雪自大而小的，都为了害怕躲避嫌疑，互相残害。至于钱绢粟麦的案件，情况难以区分，就径直指定为赃物，罪名由此而定。请求勒令各司法部门，务必要据实定罪。这样又断绝了将来之患，一定没有无辜受害扩大冤狱的情况。”高澄采纳了崔昂的意见。
崔昂后来担任尚书左丞，一年后兼任度支尚书。尚书左丞兼任尚书，近代没有前例，朝野都以此为荣。规划计算水路漕运时，崔昂设置转运相入的等级，付诸新颁的法律，有利于百姓，于是成为常典。右仆射崔暹上奏请求在海边煮盐，有利于军务与国政。高澄询问崔昂，崔昂说：“既然是官方煮盐，就需要断绝百姓的盐灶，官方力役虽然多，不及百姓广泛。请求规范关税市场，减轻灶户的税收，私馆官给，公私都有利。”朝廷听从了。
武定六年（548年），甘露降落到宫殿中，文武百官在显阳殿一起庆贺。魏孝静帝元善见询问右仆射崔暹、尚书杨愔、崔㥄、邢卲、散骑常侍魏收、御史中丞陆操、国子祭酒李泽说：“自古甘露的祥瑞，汉朝和曹魏有多少，可各自上言前代所降落的地方、德政功绩招致感应的由来。”轮到崔昂时，崔昂说：“查《符瑞图》，君王的德达于天，就降下甘露。吉凶两端，不取决于符瑞，所以桑雉的警戒，确实开启了中兴；小鸟孕大，却没有听到吉福的感应。希望陛下，虽然吉祥不要以为吉祥，顺应天意。”魏孝静帝因此整肃面容说：“我既然没有德行，何以承受如此。”崔昂后来兼摄都官尚书，上书七条有关农田的事项，很快又兼任太府卿。
北齐接受禅让后，崔昂改任散骑常侍，兼任大司农卿。太府寺和司农寺所掌管的事务，世称繁重至极，崔昂管理有方，属下没有奸邪诈伪，崔昂经手过目的事，知道的没有不做，朝廷赞叹他最为公正。崔昂又上奏横霸市场胡乱耗费的事情三百一十四条，齐文宣帝诏令依照崔昂奏状尽快商议报告。一年后，崔昂与太子少师邢卲商议定夺建国初期的礼法样式，获封华阳县男，食邑二百户。齐文宣帝高洋又诏令确定律令，增减改定礼乐制度，命令崔昂与尚书右仆射薛琡等四十三人在领军府商议定夺。齐文宣帝很快前往晋阳，将要出发时，敕令崔昂说：“如果众人不遵从，你可以按事上报。”崔昂奉敕笑着说：“正符合我平生的愿望。”崔昂素来勤劳谨慎，接受敕令后，更加自我警戒勉励，处理法律条文，核正古今，亲手增减改动的有百分之七八十。
崔昂后来转任廷尉卿，因为个性清廉严厉，凡是见到贪污受贿的人，嫉恶如仇，因此治理案件援用法律条文苛细严峻，当时的舆论认为他缺乏平和宽容。崔昂又与尚书卢斐另外掌管京畿地区奉诏令关押囚犯的监狱，都有凶暴狠毒的名声。至于审问处治大的事件，审理可以明言是非，不会招致冤屈惨痛。有濮阳子沈子遐，带着侯景的铁券，状告徐州都督府长史毕义绪曾约定起兵响应侯景，又有卫尉卿杜弼的门生郝子宽状告杜弼诽谤，并且与元子雄谋划叛逆。齐文宣帝大怒，交付崔昂穷究审问。崔昂都秉持公正，将被告昭雪免罪，原告承认诬告被定罪。天保三年（552年），崔昂担任度支尚书。当时有管理储藏菜肴仓库的小吏，通过宫内的大臣投书告发罪行，又另外有人用匿名信举报罪行的，都交付崔昂穷究检查。崔昂谈笑之间都查获实情，原告理屈词穷，都承认是自己的仇怨使然。从此匿名信销声匿迹。崔昂转任都官尚书，升任七兵尚书，仍兼摄都官尚书，升任中书令，依旧兼摄都官尚书，兼领广武郡太守，食干济北郡。
齐文宣帝前往东山，对崔昂说：“老臣大多外任州刺史，我想把尚书台托付给你，当以你出任尚书令和尚书仆射，不要指望刺史。你六十岁之后，当任命你做家乡所在的州刺史。在此期间，州刺史不可得。”后来九卿以上的官员陪同齐文宣帝在东宫聚集，齐文宣帝指着崔昂、尉瑾、司马子瑞对皇太子高殷说：“这是国家担当重任的大臣，你应该记住。”不久，崔昂又在金凤台陪伴齐文宣帝宴饮，齐文宣帝历数众人，都有罪行，轮到崔昂，齐文宣帝说：“崔昂是正直的大臣，魏收是有才学的人，妻兄和妹夫，全减去罪过。”天保十年（559年），齐文宣帝册拜仪同燕子献，百官陪列，崔昂在其中。齐文宣帝特召崔昂至御所，说：“历数群臣可以治理尚书台的，只寄希望于你一人。”当日就任命崔昂兼任右仆射。几天后，崔昂进宫上奏事情，齐文宣帝对尚书令杨愔说：“昨天不给崔昂正式职务，是说他升职太快，想要明年给他正式职务。最终都是正式职务，何必早晚，可以让他任正仆射。”第二天，崔昂正式担任右仆射，杨愔年轻时与崔昂不合，在齐文宣帝去世后就免除了崔昂的右仆射，以崔昂担任仪同三司、光祿勳。皇建元年（560年），崔昂转任太常卿，假仪同三司，又被授予仪同三司。河清元年（562年），崔昂兼任御史中丞，太常如故。
崔昂的堂妹崔芷蘩的儿子李公统因为牵连到高归彦的事情被诛杀，崔芷蘩本应当被没入官府。按照律法，妇人年龄六十岁以上可以不必发配宫中服刑役。崔芷蘩当时才五十多岁，崔芷蘩的弟弟崔宣宝行贿将姐姐的年龄改大，向上级陈诉免掉姐姐的刑役，崔昂并不知情，有关部门因为崔昂和崔昂妹夫魏收的缘故赦免了崔芷蘩。录尚书、彭城王高浟揭发了事情，崔昂被除去名籍为百姓。河清三年（564年），崔昂被起用担任五兵尚书，转任祠部尚书。天统元年（565年）六月壬子朔廿九日庚辰，崔昂在邺城遵明里去世，虚岁五十八，朝廷赠予赵州刺史，天统二年二月戊申朔十四日辛酉（566年3月20日），崔昂葬于家族旧墓。
崔昂有风度才能和见识，迅速树立了坚定公正刚强正直的名声。但是崔昂喜好揣摩皇帝的意图，为感动激愤当时的君主，或是陈述免除租税徭役的应办事宜，或是列举他人的阴私过失，因此深深为齐文宣帝所赏识。崔昂一说话就是鼓励爱护，人们不能诋毁他。议曹的律令和京城的秘密监狱，以及朝廷大事，大多托付给崔昂。崔昂性情崇尚威严凶猛，每次施行鞭刑，尽管受刑人痛苦万般，然而崔昂面对这些泰然自若。之前崔暹、崔季舒是崔昂的同族党援，后来的高德政是崔昂的表亲，崔昂经常依仗这些人，深色高傲，为此不能让名流心悦诚服。崔昂有五个儿子，第三子崔君洽继承爵位。

## 其他
崔昂的叔叔崔孝直对崔昂非常看重，经常抚摸崔昂的头流着眼泪说：“振兴我们家族，就托付给你了。”崔昂对叔叔非常孝顺，崔孝直死后，崔昂为他服斩衰的重孝。

## 墓地与墓志

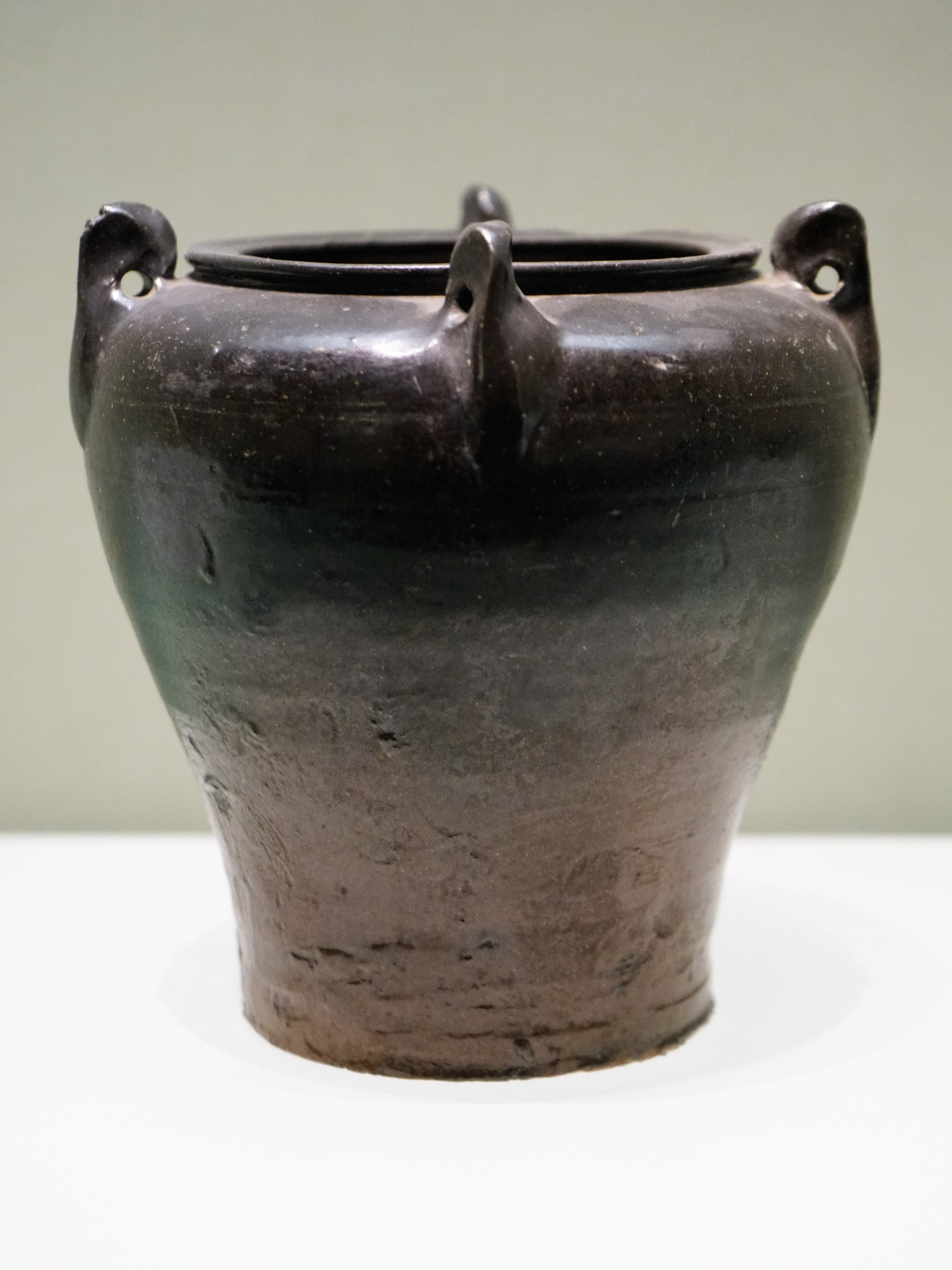
黑褐釉四系罐，崔昂墓出土

1968年春，河北省平山县上三汲村的农民公社社员发现了崔昂与两位夫人卢修娥、郑仲华的墓地，1971年1月，河北省文化局文博组和平山县文化馆派人前往调查。崔昂墓志全称《齐故祠部尚书赵州刺史崔公墓志之铭》，墓志石面各三十三格，共一千零五十字。

## 门第
崔昂被释昙刚《山东士大夫类例》评定为次甲门中的最高等，高于崔季舒和崔光。

## 家族

### 祖父
- 崔挺，北魏幽州刺史、景侯[3]

### 父亲
- 崔孝暐，北魏定州刺史、简侯[3]

### 姐妹
- 崔氏，嫁北齐尚书右仆射、特进、富平文贞子魏收[25][26][27][28]

### 夫人
- 卢修娥，出自范阳卢氏北祖第四房，北魏青州刺史、敬侯卢尚之孙女，参军卢文甫之女[23]
- 郑仲华，出自荥阳郑氏北祖第六房，北魏国子祭酒、秘书监郑道昭孙女，通直散骑常侍、豫州刺史郑敬祖之女[23]

### 子女
- 崔君赞，卢修娥所生[23]
- 崔君和，卢修娥所生[23]
- 崔君洽，卢修娥所生，隋朝中书侍郎[23]
- 崔氏，卢修娥所生，嫁荥阳郑思仁[23]
- 崔氏，卢修娥所生，嫁赵郡李孝贞[23]
- 崔天师，郑仲华所生[23]
- 崔人师，郑仲华所生[23]
- 崔德仪，郑仲华所生，嫁范阳卢公顺[23]

## 延伸阅读
[在维基数据编辑]
 《北齊書·卷30》，出自李百药《北齊書》